# آن سر خط
آن سر خط (انگلیسی: The Other End of the Line) فیلمی در ژانر کمدی رمانتیک است که در سال ۲۰۰۸ منتشر شد. از بازیگران آن می‌توان به جسی متکالف، شریا سارن، لری میلر، سارا فاستر، و انوپم کهیر اشاره کرد.